# Pietro Renzi
Pietro Renzi (Rimini, 1807 – Roma, 1892) è stato un patriota italiano.
Patriota romagnolo, attivo contro il dominio pontificio nella prima metà del XIX secolo e per questo, causa l'accusa di cospirazione, obbligato a rifugiarsi in Francia nel 1840, per poi ritornare in Italia, basandosi nel Granducato di Toscana ove fu tra i cospiratori che organizzeranno i moti di Rimini del 1845.
Il 23 settembre 1845 Renzi con alcuni compagni occupò a Rimini lo sferisterio e la caserma di S. Francesco, e presiedette il governo provvisorio istituitovi. 
Fu in occasione di quei moti che Luigi Carlo Farini, esule in Toscana, scrisse a Lucca il famoso Manifesto delle popolazioni dello Stato Romano ai Principi ed ai popoli d'Europa in seguito divenuto noto come Manifesto di Rimini.
Tuttavia il 27 settembre, causa l'arrivo di rinforzi di truppe pontificie dovette lasciare Rimini, fuggire passando per San Marino e cercare rifugio nuovamente in Toscana, dove venne scoperto, arrestato e consegnato allo stato pontificio ove venne imprigionato .
Durante il suo periodo di prigionia sembra abbia fornito alle autorità papaline indicazioni compromettenti sui molti compagni di congiura, al tempo esuli..
Venne liberato da papa Pio IX durante l'amnistia che concesse all'inizio del suo pontificato.